# George Lessey
George Lessey (8 de junio de 1879 – 3 de junio de 1947) fue un actor y director cinematográfico de nacionalidad estadounidense, activo principalmente en la época del cine mudo. 
Nacido en Amherst, Massachusetts, actuó en más de un centenar de películas estrenadas entre 1910 y 1946. Además dirigió cerca de 90 filmes entre 1913 y 1922. Lessey actuó en la representación original en el circuito de Broadway de la obra Porgy y Bess (1935), interpretando a uno de los pocos personajes de raza blanca, el del abogado Mr. Archdale.
George Lessey falleció en 1947 en Westbrook, Connecticut.

## Filmografía

### Actor
- 1910 : From Tyranny to Liberty
- 1911 : The Declaration of Independence
- 1911 : Romeo and Juliet
- 1912 : Mother and Daughters
- 1912 : The Corsican Brothers
- 1912 : The Nurse
- 1912 : Tony's Oath of Vengeance
- 1912 : The Heir Apparent
- 1912 : How Washington Crossed the Delaware
- 1912 : The Mine on the Yukon
- 1912 : Rowdy and His New Pal
- 1912 : The Boss of Lumber Camp Number Four
- 1912 : The Guilty Party
- 1912 : The Bank President's Son
- 1912 : A Romance of the Ice Fields
- 1912 : Their Hero
- 1912 : A Western Prince Charming
- 1912 : Jim's Wife
- 1912 : The High Cost of Living
- 1912 : The Man Who Made Good
- 1912 : Martin Chuzzlewit
- 1912 : A Man in the Making
- 1912 : The Passer-By
- 1912 : The Little Bride of Heaven
- 1912 : The Workman's Lesson
- 1912 : The Little Artist of the Market
- 1912 : The Sketch with the Thumb Print
- 1912 : The Harbinger of Peace
- 1912 : The Dam Builder
- 1912 : The Governor
- 1912 : Hearts and Diamonds
- 1912 : Under False Colors
- 1912 : A Fresh Air Romance
- 1912 : A Soldier's Duty
- 1912 : At the Masquerade Ball
- 1912 : The New Member of the Life Saving Crew
- 1912 : Romance of the Rails
- 1912 : Hope, a Red Cross Seal Story
- 1912 : His Mother's Hope
- 1912 : For Her
- 1913 : The Running Away of Doris
- 1913 : It Is Never Too Late to Mend
- 1913 : At Bear Track Gulch
- 1913 : Leonie
- 1913 : The Mountaineers
- 1913 : The Ambassador's Daughter
- 1913 : Sally's Romance
- 1913 : The Governess
- 1915 : At the Banquet Table
- 1917 : Patria
- 1918 : To Him That Hath
- 1919 : Twilight
- 1920 : Wits vs. Wits
- 1920 : The $1,000,000 Reward
- 1920 : The Harvest Moon
- 1921 : A Divorce of Convenience
- 1921 : Is Life Worth Living?
- 1921 : Why Girls Leave Home
- 1921 : Handcuffs or Kisses
- 1921 : Rainbow
- 1921 : School Days
- 1922 : The Snitching Hour
- 1923 : The Silent Command
- 1924 : It Is the Law
- 1925 : Scar Hanan
- 1925 : The Fool
- 1925 : White Thunder
- 1925 : Durand of the Bad Lands
- 1937 : Annapolis Salute, de Christy Cabanne
- 1937 : Bashful Ballerina
- 1940 : Dr. Kildare's Strange Case
- 1940 : Edison, the Man, de Clarence Brown
- 1940 : Hollywood: Style Center of the World
- 1940 : Andy Hardy Meets Debutante
- 1940 : Sporting Blood
- 1940 : The Golden Fleecing
- 1940 : Boom Town
- 1940 : Soak the Old
- 1940 : Good Bad Boys, de Edward L. Cahn
- 1940 : Strike Up the Band
- 1940 : Sky Murder
- 1940 : Dulcy, de King Vidor
- 1940 : Hullabaloo
- 1940 : Gallant Sons
- 1940 : Los Hermanos Marx en el Oeste
- 1941 : Blonde Inspiration
- 1941 : Forbidden Passage, de Fred Zinnemann
- 1941 : Men of Boys Town
- 1941 : The Big Boss
- 1941 : Adventure in Washington
- 1941 : Coffins on Wheels
- 1941 : Moon Over Miami
- 1941 : Sweetheart of the Campus
- 1941 : De corazón a corazón
- 1941 : We Go Fast
- 1941 : You Belong to Me, de Wesley Ruggles
- 1942 : Born to Sing
- 1942 : Roxie Hart
- 1942 : Rings on Her Fingers
- 1942 : The Postman Didn't Ring
- 1942 : The Pride of the Yankees
- 1942 : The Gay Sisters
- 1942 : Girl Trouble
- 1942 : La extraña pasajera (Now, Voyager)
- 1942 : Laugh Your Blues Away
- 1943 : Dixie Dugan
- 1943 : Mission to Moscow
- 1943 : Someone to Remember
- 1943 : Pistol Packin' Mama
- 1943 : What a Woman!
- 1944 : Henry Aldrich, Boy Scout
- 1944 : None Shall Escape
- 1944 : Charlie Chan in the Secret Service
- 1944 : Cover Girl, de Charles Vidor
- 1944 : Buffalo Bill
- 1944 : The Adventures of Mark Twain
- 1944 : Roger Touhy, Gangster, de Robert Florey
- 1944 : Bride by Mistake, de Richard Wallace
- 1944 : Sweet and Low-Down
- 1945 : Eadie Was a Lady
- 1946 : The Missing Lady

### Director
- 1913 : John Manley's Awakening
- 1913 : The Photograph and the Blotter
- 1913 : The Portrait
- 1913 : Bread on the Waters
- 1913 : The Inventor's Sketch
- 1913 : The New Pupil
- 1913 : The Twelfth Juror
- 1913 : The Bells
- 1913 : His Greatest Victory
- 1913 : A Mutual Understanding
- 1913 : The Awakening of a Man
- 1913 : Saved by the Enemy
- 1913 : For the Honor of the Force
- 1913 : In the Shadow of the Mountains
- 1913 : The Doctor's Duty
- 1913 : The Vanishing Cracksman
- 1913 : The Gunmaker of Moscow
- 1913 : The Mystery of the Dover Express
- 1914 : The Witness to the Will
- 1914 : An American King
- 1914 : The Mystery of the Ladder
- 1914 : With the Eyes of Love
- 1914 : The Mystery of the Silver Snare
- 1914 : Her Grandmother's Wedding Dress
- 1914 : An Alaskan Interlude
- 1914 : His Sob Story
- 1914 : The Mystery of the Amsterdam Diamonds
- 1914 : The Mystery of the Faceless Tints
- 1914 : Molly the Drummer Boy
- 1914 : Her Spanish Cousins
- 1914 : The Two Doctors
- 1914 : Laddie
- 1914 : The Birth of the Star Spangled Banner
- 1914 : Face Value
- 1914 : The Turn of the Tide
- 1914 : The Treasure Train
- 1914 : The Mill Stream
- 1915 : Cap'n Eri
- 1915 : The Millionaire Engineer
- 1915 : The Story the Silk Hats Told
- 1915 : An Oriental Romance
- 1915 : Pressing His Suit
- 1915 : The Five Pound Note
- 1915 : One Night
- 1915 : The City of Terrible Night
- 1915 : The Streets of Make Believe
- 1915 : At the Banquet Table
- 1915 : Tony
- 1915 : The Corsican Brothers
- 1915 : Fifty Fifty
- 1915 : A Life in the Balance
- 1915 : A Strange Disappearance
- 1915 : The Riddle of the Silk Stockings
- 1915 : Mismated
- 1915 : The Marble Heart
- 1915 : His New Automobile
- 1915 : The New Jitney in Town
- 1915 : The Only Child
- 1915 : The Suburban
- 1915 : His Home Coming
- 1915 : An All Around Mistake
- 1915 : Graft
- 1916 : The Purple Lady
- 1916 : His Own Story
- 1918 : The Eagle's Eye
- 1920 : The $1,000,000 Reward
- 1922 : Serum of Evil

### Guionista
- 1915 : The Corsican Brothers